# Clipper (automobile)
Clipper è stato un marchio automobilistico i cui modelli sono stati prodotti dalla Studebaker-Packard Corporation tra il 1955 ed il 1956. Le vetture furono vendute solo nel 1956, e questo marchio si posizionava nella categoria delle auto statunitensi di prezzo medio, insieme alle Dodge, alle Oldsmobile ed alle Mercury.

## La storia
Nella storia della Packard, il nome “Clipper” fu usato per la prima volta nel 1941 per un modello in scala ingrandita (rispetto alla produzione abituale). Un tentativo del presidente della Packard, James Nance, di separare il nome Clipper come marchio a sé stante, iniziò nei primi anni cinquanta, quando lo stesso fu usato sul modello più economico della Packard. Nance credeva infatti che essendo un modello Packard, la Packard Clipper comprometteva la reputazione di auto di lusso di questa Casa automobilistica. Nel 1956, la separazione del marchio Clipper fu accentuato creando all'interno della Studebaker-Packard una divisione a sé stante, e prevedendo che i concessionari che commercializzavano le vetture Packard fossero distinti da quelli che vendevano le Clipper. I rivenditori Studebaker situati in aree che non possedevano un servizio separato per la Packard, erano autorizzati a firmare accordi di franchising per la Clipper (potevano anche includere l'intera gamma Packard, previa approvazione della Casa automobilistica).

## Dalla Packard Clipper alla Clipper
Nel 1954 alle Packard Clipper fu installato un allestimento nuovo e furono montati lamierati posteriori unici. Quando la Packard introdusse un'approfondita revisione del modello l'anno successivo, la Clipper mantenne i suoi più vecchi lamierati posteriori, ma ricevette due tonalità uniche di colore, che la contraddistinguevano dagli altri modelli.
Nel 1956, quando la Clipper divenne un marchio a sé stante, ebbe in dotazione un nuovo lamierato e nuove luci posteriori. Il logo della Clipper era un timone di una nave, ed erano commercializzate non solo dai concessionari Packard, ma anche da quelli Studebaker.
La Clipper immise sul mercato anche due hard-top coupé, la Panama nella linea Super, e la Costellation nella serie Custom.
Già a metà del 1956, i concessionari si lamentavano che i clienti erano tiepidi verso le Clipper, perché le consideravano delle vere e proprie Packard, e chiedevano che questo nome venisse applicato. Nance all'inizio rifiutò per salvaguardare la reputazione di auto lussuose che avevano le Packard. Dopo però che i concessionari cominciarono a passare alla concorrenza ed a vendere le Mercury, Nance, per paura che questo numero si accrescesse troppo con conseguenti danni alla compagnia, acconsentì ad apporre il marchio Packard.
Dopo la chiusura dello stabilimento Packard di Detroit nel 1956, la produzione di Packard Clipper fu interrotto. Nel 1957 queste ultime furono rifabbricate nello stabilimento della Studebaker a South Bend. Furono soprannominate scherzosamente dai media Packardbaker, dato che erano in pratica delle Studebaker ristilizzate. La produzione terminò definitivamente l'anno stesso.

## I modelli e gli esemplari prodotti
- Clipper Deluxe
  - 4 porte berlina (5.715 esemplari prodotti)
- Clipper Super
  - 4 porte berlina (5.173)
  - 2 porte Panama hard-top (3.999)
- Clipper Custom
  - 4 porte berlina (2.219)
  - 2 porte Constellation hard-top (1.466)

La produzione totale della Clipper per il 1956 fu di 18.572 esemplari (escluse quelle esportate)